# 4-环己烯-1,2-二甲酸二缩水甘油酯
4-环己烯-1,2-二甲酸二缩水甘油酯是一种有机化合物，化学式为C14H18O6。它可由4-环己烯-1,2-二甲酸二烯丙酯和间氯过氧苯甲酸反应制得。它和二氧化碳在催化下反应，可以得到4-环己烯-1,2-二甲酸二[(2-氧代-1,3-二氧杂环戊烷-4-基)甲酯]。